# Czesław Słania
Czesław Słania (Czeladź, 1921. október 22. – Krakkó, 2005. március 17.) lengyel gravírozó művész, bélyeg- és bankjegytervező, 1959-től Svédországban alkotott.

## Élete
1921. október 22-én született a lengyelországi Czeladź településen Ignacy Słania bányász és Józefa (szül. Żmuda) fiaként. Hat évig a szüleivel és húgával élt együtt. 1927-ben Osmolicébe, édesanyja szülőfalujába, a Lublini vajdaságba költöztek, ahol további gyermekkorát töltötte. Itt születtek első művei.
Słania már gyermekkorában megmutatta, hogy képes kis formátumokban dolgozni. A vésnöki mesterséget iskolai igazolások hamisításával kezdte, és gyakran a maga által hamisított vasúti jegyekkel utazott.
Az általános iskola hat osztályának elvégzése után 1934-ben beiratkozott a lublini középiskolába. Tanulmányait a második világháború kitörése miatt kénytelen volt megszakítani, ezért két évig könyvelőként dolgozott egy malomban. A megszállás végén, 1944 tavaszán Żuk (Bogár) álnéven csatlakozott az Armia Ludowa (Népi Hadsereg) ellenállási szervezet partizánjaihoz, ahol elsősorban a német megszálló hatóságok által kiállított dokumentumok hamisításával foglalkozott. Ősszel besorozták a Vörös Hadsereghez tartozó lengyel hadseregbe, ahol hadnagyi rangot ért el.
A háború befejezése után leérettségizett, majd a Krakkói Képzőművészeti Akadémia grafikai tanszékén kezdte meg tanulmányait. Tanulmányai alatt, 1947-ben, a krakkói Nemzeti Nyomdában töltötte szakmai gyakorlatát, ahol megismerkedett a gravírozás technikájával. A tanulmányai idején készítette többek között a rajzokat Tadeusz Rogalski anatómiai atlaszához. Elismerést hozott számára a diplomamunkája, Jan Matejko A grünwaldi csata című híres festménye alapján készített acélmetszet. A két éven keresztül formálódó bélyegtervnek köszönhetően summa cum laude minősítéssel végzett.
A diploma megszerzése után, 1950-ben, a Varsói Állami Nyomdában helyezkedett el vésnökként, és ott tervezte az első bélyegeit. A bélyegtervezés és -vésés mesterségét Marian Romuald Polak irányításával tanulta ki. Słania első önálló hivatalos munkája a Párizsi Kommün 80. évfordulójára kiadott bélyeg volt. Összesen 22 bélyeget és 14 tervrajzot készített a Lengyel Posta számára 1951 és 1956 között. Egyik utolsó lengyelországi bélyegmetszete a Varsói gettóról emlékezett meg.
1956-ban, 35 évesen a tüdőbetegsége miatt Svédországba emigrált. Néhány évig tartó küzdelmes élet után 1959-ben a Svéd Postával került kapcsolatba. Az első bélyeg, amelyet Svédországban tervezett, Gustaf Fröding költő portréja volt, születésének 100. évfordulója alkalmából, 1960-ban. Több mint 300 bélyegtervet készített a Svéd Posta számára, többek között VI. Gusztáv Adolf király 90. születésnapjára, továbbá sorozatokat szentelt Carolus Linnaeus (Carl von Linné) természettudós utazásainak, gombafajoknak, pillangófajoknak és a tengerkutatásnak. 1962-ben a Dán Postaigazgatóságnak, 1963-ban pedig a Grönlandi Postahivatalnak is elkezdett dolgozni. Összesen több mint 1000 bélyegtervet készített (többek között Dánia, Grönland, Feröer szigetek, Izland, Monaco, Németország, Franciaország, Belgium, San Marino, Svájc, Ausztrália, USA, Kína, Thaiföld, Vatikán és az ENSZ számára). Ez a teljesítmény vezetett ahhoz, hogy neve bekerült a Guinness Rekordok Könyvébe, mint a legtöbb gravírozott bélyeg megalkotója.
Czesław Słania filatéliai munkáinak témái között szerepeltek portrék (uralkodók, Nobel-díjasok, színészek stb.), illetve metszetek a növény- és állatvilágról, történelmi eseményekről és a kultúráról. Saját élvezetére is készített terveket, amelyek hivatalosan sosem kerültek forgalomba, köztük egy sorozatot a profi ökölvívó-bajnokokról és II. János Pál pápáról.
Słania a bélyegek készítésekor egy olyan gravírozási technikát alkalmazott, amelynek során egy fémlemezre 1:1 méretarányú tükörképet vésett. Az acélmetszet technikával készült bélyegeket a művész „Cz. Słania s.c.” aláírással látta el. Az „s.c.”, vagy „sculps.” rövidítés a latin sculpsit - vésett, metszett - szóból származik.
A filatéliai terveken kívül bankjegyek tervezésével is foglalkozott. Argentína, Belgium, Brazília, a Dominikai Köztársaság, Irán, Izrael, Kanada, Kazahsztán, Litvánia, Portugália és Venezuela vette igénybe szolgáltatásait e téren. Emellett ex libriseket, plaketteket, érmeket vésett, valamint lengyel egyesületeknek és szervezeteknek is dolgozott.
Utolsó bélyege az ENSZ Közgyűlését ábrázolta az Egyesült Nemzetek Szervezetének 60. évfordulója alkalmából.
2005. március 17-én halt meg, a krakkói Rakowicki temetőben nyugszik.

## Egyéb

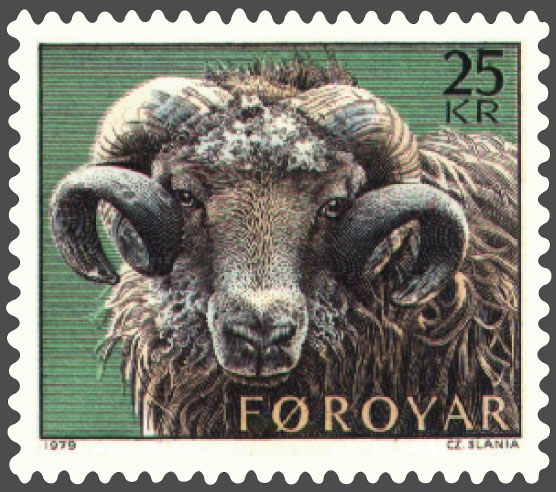
Słania „Kos” bélyege 1979-ből a Feröer-szigeteknek

- Élete során szívesen töltötte szabadidejét barátjával, Czesław Konkiewiczcsel Krakkó történelmi központjában.
- A filatelisták felfedezték, hogy Słaniának szokásává vált, hogy a bélyegek gravírozásakor rokonainak nevét mikroszkopikus betűméretben elrejtve a bélyegre helyezte. A titkos feliratok nyolcszoros nagyításban jól olvashatók.
- A családtagok (beleértve magát a művészt is) gyakran szolgáltak modellként is a bélyegeken szereplő névtelen karakterek ábrázolásakor. Például egy 1952-es légiposta bélyegsorozaton az 1,40 zloty névértékű darabon, a bal oldalon, a fák tetejére barátnője, Lilka nevét és a nővére vezetéknevét (Majewska) rejtette. A Żerańi Személygépkocsigyár beindítása sorozat egyik bélyegén (1952) a kereket felszerelő személy maga Słania.
- Édesanyja 95. születésnapjára egy „magánbélyeg” intarziát készített, és az országnév szokásos helyére a „Józefa Słania” nevet véste.
- A vésnök egyik leginkább elhíresült tréfája az évente megrendezett Vasa sífutó verseny alkalmából kiadott bélyeg volt, amelyen a saját képmását helyezte a tömeg előterébe. A bélyegen lévő alakon az 1972-es rajtszám és a „J. Afton” név szerepel („Jul Afton” svédül „karácsony este”).
- A világ legnagyobb (60 x 81 mm) gravírozott bélyege, amely a Drottningholm palotából származó Svéd királyok nagy tettei című freskó egy részletét ábrázolja, 2000-ben készült, és a Guinness Rekordok Könyvébe is bekerült, mint Słania pályafutásának 1000. bélyege.
- A China Post számára két bélyeget készített, fácánokról. Kínában 40 000 jegyet adtak el arra kiállításra, amelyen 150 000 bélyeggyűjtő jelenlétében a művész autogramot osztogatott.

## Kitüntetések, díjak
- Számos állami kitüntetése mellett 1972-ben VI. Gusztáv Adolf, svéd király udvari vésnökmesteri címet adományozott neki. Dánia és Monaco udvari vésnöke is volt.
- II. Margit, dán királynő a Danebrog-renddel tüntette ki.
- III. Rainier, monacói herceg a Szent Károly Lovagrendet adományozta neki.
- Aleksander Kwasniewśki köztársasági elnöktől 1998-ban megkapta a Lengyel Köztársasági Érdemrend parancsnoki keresztjét.
- A Zenekedvelő Filatelisták Köre 1984-ben ítélte oda neki a Robert Stolz-díjat a svédországi zenei bélyegsorozatáért.
- A világ legszebb bélyege díjat az általa készített svéd Rómeó és Júlia Balett bélyeg kapta (1979).
- 1991-ben, a 70. születésnapján a svédországi lengyel nagykövet ezüst érdemkeresztet adományozott a művésznek.

## Emlékezete
- Róla nevezték el az 1981-ben alapított Svéd Filatéliai Művészeti Akadémiát.
- Több országban külön tanulmányi csoportok alakultak, amelyek Czesław Słania életművét kutatják. Az USA-beli Wisconsinban létezik egy Czesław Słania Tanulmányi Csoport, amely egy neki szentelt folyóiratot ad ki.
- Dániában katalógus jelent meg a munkáiról.
- Hazájában és külföldön számos filatéliai kiállítást szerveztek Czesław Słania művészi munkásságát bemutatva.

A wrocławi Posta- és Távközlési Múzeumban például 1991-ben (70. évforduló), 1996-ban (75. évforduló), 2001 októberében (80. évforduló) és 2010-ben. 1989-ben Lennart Bernadotte gróf kiállítást rendezett a művész műveiből a Mainau-szigeti palotájában, valamint megjelent egy képes válogatásalbum is Czesław Słania műveiből. A legtöbb kiállításra a művész születésének 2021-es centenáriumához kapcsolódóan került sor, többek között a krakkói Lengyel Nemzeti Bankban, a lublini Főpostán és a stockholmi Postamúzeumban, ahol bemutattak egy róla készült dokumentumfilmet is.
- A PostNord (korábban Svéd Posta) Słania születésének századik évfordulója alkalmából emlékbélyeget bocsátott ki az ő arcképével.
- A lengyel posta 2021-ben bélyeget bocsátott ki a gravírozó művész arcképével. A bélyegen kívül, amely Czesław Słaniát munka közben ábrázolja, a bélyegblokk egy másik, ifjúkori portrét, a szerszámait, valamint Jan Matejko Grünwaldi csata című festményét ábrázoló bélyeget is tartalmazza.
- A munkásságát kedvelők klubok többek között Dániában, Svédországban, az Egyesült Államokban és Lengyelországban is működnek.
- Szülővárosa, Czeladź 1999-ben díszpolgári címet adományozott neki.
- 2006. március 24-én emléktáblát avattak Czeladźban, a Krzywa utca 2. szám alatti épületen, ahol a művész lakott.

## Kiadványok
- 2011-ben a wrocławi Posta- és Távközlési Múzeum katalógust adott ki a múzeumban 2010-ben megrendezett Czesław Słania kiállításról. - ISBN 978-83-926127-8-0
- 2019-ben jelent meg Maciej Brencz Feröeri képkeretek - Szigetek, ahol a bárányok jó éjszakát kívánnak című könyve, amelynek egyik fejezetét a szerző Czesław Słaniának szenteli, aki harminc éven át dolgozott együtt a feröeri postával. Az együttműködés során mintegy száz, az ő tervei alapján készült bélyeget adtak ki a Feröer szigeteken. - ISBN 978-83-7976-157-9
- A művész születésének 100. évfordulója alkalmából a stockholmi Lengyel Intézet, a Svéd Czesław Słania Társaság, a krakkói Jan Matejko Képzőművészeti Akadémia támogatásával jubileumi antológiát adott ki Czesław Słaniáról. A svéd és lengyel nyelven megjelent kiadvány a művész életét és munkásságát bemutató cikkek gyűjteménye. - ISBN 978-83-66564-29-9

## Fordítás
Ez a szócikk részben vagy egészben a Czesław Słania című lengyel Wikipédia-szócikk ezen változatának fordításán alapul. Az eredeti cikk szerkesztőit annak laptörténete sorolja fel. Ez a jelzés csupán a megfogalmazás eredetét és a szerzői jogokat jelzi, nem szolgál a cikkben szereplő információk forrásmegjelöléseként.